# Jan Schummelketel
Jan Schummelketel (Gieten, 27 januari 1813 – aldaar, 10 maart 1879) was een Nederlandse militair en burgemeester.

## Leven en werk
Schummelketel, zoon van luitenant-kolonel Hendrik Wilhelm Schummelketel en  zijn tweede vrouw Lidia Maria Sophia Riccius, koos evenals zijn vader voor een carrière in het leger. Hij nam deel aan de Tiendaagse Veldtocht en diende vijftien jaar van 1837 tot 1852 in Nederlands-Indië. In 1852 keerde hij terug als gepensioneerd kapitein. Voor zijn betoonde moed tijdens gevechtshandelingen in Palembang ontving hij de onderscheiding van ridder in de Militaire Willems-Orde.  Terug in Nederland trouwde hij op 28 mei 1855 te Meppel met de dochter van zijn halfbroer Hendrik Wilhelm Schummelketel en Bregtina Wobbina de Blecourt, de toen 23-jarige Catharina Anthonetta Schummelketel. Voor dit huwelijk werd koninklijke dispensatie verleend.
In 1860 werd hij benoemd tot burgemeester van Gieten. Ook hier trad hij in de voetsporen van zijn vader, die deze functie vervulde van 1825 tot en met 1849. Tijdens het burgemeesterschap van Schummelketel werd het gemeentehuis verplaatst van hotel Braams naar café Ottens, naast zijn woonhuis. Schummlketel was tevens vanaf 1861 gemeentesecretaris en vanaf 1864 ook raadslid van Gieten. Hij zou deze functies blijven vervullen tot hij in 1879 op 66-jarige leeftijd overleed.